# Kierma
Kierma är en ort i Burkina Faso.   Den ligger i provinsen Bazega Province och regionen Centre-Sud, i den centrala delen av landet, 50 km sydost om huvudstaden Ouagadougou. Kierma ligger 289 meter över havet och antalet invånare är 1 303.
Terrängen runt Kierma är platt. Närmaste större samhälle är Kombissiri, 10,1 km väster om Kierma.
Omgivningarna runt Kierma är en mosaik av jordbruksmark och naturlig växtlighet. Runt Kierma är det ganska tätbefolkat, med 52 invånare per kvadratkilometer.